# 1940 год в телевидении
Список 1940 год в телевидении описывает события в мире телевидения, произошедшие в 1940 году.

## События
Февраль
- Вышла передача, посвящённая возвращению ледокола «Георгий Седов». В студию были приглашены герои-седовцы, перед которыми выступила большая группа артистов. Эта передача стала прообразом будущих «Голубых огоньков».

Без точных дат
- В продажу поступили первые телевизоры индивидуального пользования «17ТН-1».

## Родились
- 12 марта — Григорий Горин - телеведущий (Клуб «Белый попугай»), юморист, писатель (ум. в 2000 г.).
- 12 июля — Юлия Белянчикова - телеведущая («Здоровье»), врач, журналист (ум. в 2011 г.).
- 21 августа — Патрис Лаффон — французский телеведущий, мэтр французского телевидения («Цифры и буквы[фр.]», «Форт Боярд») (ум. в 2024 г.).